# Георги Найденов (футболист)
Вижте пояснителната страница за други личности с името Георги Найденов.
Георги Спиров Найденов (21 декември 1931 г. – 31 май 1970 г.) е легендарен български футболист, вратар. Най-силните години в кариерата му преминават в ЦСКА (София). Считан и до днес от мнозина за най-добрия български вратар за всички времена. Популярен с прозвището „Вратаря на републиката“. Става първи носител на наградата Футболист № 1 на България през 1961 г.
Между 1955 г. и 1966 г. записва 51 мача за националния отбор на България. Бронзов медалист от Летните олимпийски игри Мелбърн'56. Част от състава на България също на игрите в Рим'60, както и на две световни първенства – Чили'62 и Англия'66.

## Кариера
Започва футболната си кариера в Червено знаме (София) през 1949, след тога играе за софийския Спартак в периода 1950 – 1955, където попада и в националния отбор. От там е привлечен в редиците на ЦДНА с който за периода 1955 – 1965 става осемкратен шампион на България (1955, 1956, 1957, 1958, 1959, 1960, 1961, 1962) и трикратен носител на Купата на Съветската армия (1955, 1961, 1965). Има 298 мача в А група (176 мача за ЦСКА, 112 мача за Спартак и 10 мача за Червено знаме). Взема участие в 51 мача за А националния отбор (1955 – 1966). На 18 декември 1958 г. се играе трети допълнителен мач за КЕШ между ЦДНА и Атлетико (Мадрид). Георги Найденов претърпява лоша контузия, извадено рамо, но продължава да защитава вратата на армейците. Въпреки тежката контузия Найденов спасява дузпа бита от бразилеца Вава. Година по-късно в олимпийска квалификация между България и СССР, противник го рита в главата от което Найденов получава фрактура на черепа, въпреки това той довършва успешно мача без да допусне гол.

### Успехи
Бронзов медалист от олимпийските игри през 1956 в Мелбърн (Австралия). Участва на световното първенство през 1962 в Чили (в 3 мача) и световното през 1966 в Англия (в 2 мача). Футболист № 1 на България за 1961 г. „Заслужил майстор на спорта“ от 1961 г. Награден със сребърен орден на труда през 1968 г. За ЦСКА има 20 мача в турнира за Купата на европейските шампиони. Четвъртфиналист в същия турнир през 1957 г. През 1974 г. е включен от спортните журналисти в идеалния отбор на страната за 30-летието (1944 – 1974). Вратар с отлични рефлекси, съобразителност и решителност, добро взаимодействие със защитниците.

## Като треньор
След 1967 г. прекратява състезателната си кариера и става помощник-треньор в Спартак. След обединението на Левски и Спартак през 1969 напуска отбора и става старши тренор на Марица (Пловдив). По време на турне в Сирия с Марица внезапно умира. Официалната версия за смъртта е повторен инфаркт на миокарда. В публичното пространство се носят много спекулативни теории за внезапната смърт на Джими Найденов. Съпругата му Маргарита е убедена, че Ангел Солаков, с който Георги Найденов е в конфликт от обединението на Левски със Спартак, и държавна сигурност стоят зад смъртта на Найденов.